# Leopold Budde
Carl Christian Leopold Gether Budde, född den 15 april 1836, död den 24 augusti 1902, var en dansk skolman och författare. 
Budde blev student 1854, men tog magisterkonferens i matematik först 1867. Däremot blev han redan 1861 lärare vid Hindholms folkhögskola i södra Själland, var 1869–1875 föreståndare för en nyupprättad folkhögskola och övertog 1879 ledningen av uppfostringsanstalten Holsteinsminde för försummade barn. 
Han skötte detta värv med stor duglighet och framgång, men måste avgå från sin plats 1896 på grund av oenighet med skolans ägare, greve Holstein-Holsteinborg, som önskade att skolan skulle styras i "indre missionens" anda, varemot Budde var grundtvigian. 
Budde grundade då själv en liknande skola, Himmelbjerggaarden, vid Ry i norra Jylland, vilken genast fick stort tillopp och mycket understöd samt efter hans död övertogs av staten. Budde lär ha haft en sällsynt förmåga att leda och påverka dessa svårskötta barn och framdraga deras bästa sidor; han vann också deras tillit och hängivenhet i hög grad. 
Samma förtrogenhet med barnnaturen framträder i hans författarverksamhet. Denna började 1871 med En ungdommelig Historie, som upptogs i Fædrelandet och vann mycket bifall, och 1872 utkom en samling Smaahistorier, berättade med mycken älskvärdhet, varefter följde många andra berättelser, vilka företrädesvis skildrar barn. 
Vidare skrev Budde ett större arbete, En Historie fra fattige Steder (1874), och julberättelsen Dødens Gudsøn (1886; "Dödens gudson", 1891). En samlad upplaga av hans berättelser utkom 1894 i 2 band och en samling Julefortællinger 1890 (3:e upplagan 1902).